# قطيفة فطروية
القُطَيْفَة الفطروية (الاسم العلمي: Mycoamaranthus) هي جنس من الفطريات يتبع الفصيلة البوليطية من الرتبة البوليطيات.